# Театр Аббатства
Театр Аббатства (англ. Abbey Theatre) — национальный ирландский театр, основан в 1904 году, находится в Дублине. Театр впервые открыл свои двери 27 декабря 1904 года. У истоков стояли Уильям Батлер Йейтс и леди Огаста Грегори.
Начиная с 1925 года Театр Аббатства существует за счёт Ирландского Свободного государства. Основное здание театра сгорело при пожаре 1951 года. С июля 1966 года театр располагается по адресу 26 Lower Abbey Street, Dublin.